# Armand Van Helden
Armand van Helden (Boston, Massachusetts, USA, 1970. február 16. –) amerikai lemezlovas.

## Diszkográfia

### Szóló albumok
- 1994: Old School Junkies: The Album
- 1997: The Funk Phenomena
- 1997: Enter the Meatmarket
- 1998: 2 Future 4 U #22 UK
- 2000: Killing Puritans #38 UK
- 2001: Gandhi Khan
- 2002: The Funk Phenomena (újra kiadott)
- 2005: Nympho #48 UK
- 2007: Ghettoblaster
- 2016: Wings

### Válogatások
- 1997: The Collection
- 1997: Greatest Hits
- 1999: The Armand Van Helden Phenomena
- 2008: You Don't Know Me: The Best Of Armand Van Helden

### Remix albumok/mixek
- 1994: Armand Van Helden Live From Your Mutha's House
- 1994: Get Up
- 1997: Da Club Phenomena
- 1999: Armand Van Helden's Nervous Tracks
- 2001: Repro
- 2004: New York: A Mix Odyssey
- 2008: New York: A Mix Odyssey 2

### Kislemezek
| Év                                       | Dal                                                                                 | Toplistás helyezés | Toplistás helyezés | Toplistás helyezés | Toplistás helyezés | Toplistás helyezés | Toplistás helyezés | Toplistás helyezés | Toplistás helyezés | Toplistás helyezés | Toplistás helyezés | Toplistás helyezés | Toplistás helyezés | Toplistás helyezés | Toplistás helyezés | Toplistás helyezés | Toplistás helyezés     | Toplistás helyezés  | Toplistás helyezés | Album                           |
| Év                                       | Dal                                                                                 | UK                 | IRE                | GER                | NED                | BEL (Vl)           | BEL (Wa)           | FRA                | SWI                | DEN                | SWE                | NOR                | FIN                | AUS                | NZ                 | CAN                | US                     | US                  | US                 | Album                           |
| Év                                       | Dal                                                                                 | UK                 | IRE                | GER                | NED                | BEL (Vl)           | BEL (Wa)           | FRA                | SWI                | DEN                | SWE                | NOR                | FIN                | AUS                | NZ                 | CAN                | Hot Dance Single Sales | Hot Dance Club Play | EU Hot 100         | Album                           |
| ---------------------------------------- | ----------------------------------------------------------------------------------- | ------------------ | ------------------ | ------------------ | ------------------ | ------------------ | ------------------ | ------------------ | ------------------ | ------------------ | ------------------ | ------------------ | ------------------ | ------------------ | ------------------ | ------------------ | ---------------------- | ------------------- | ------------------ | ------------------------------- |
| 1994                                     | "Witch Doktor"                                                                      | –                  | –                  | –                  | –                  | –                  | –                  | –                  | –                  | –                  | –                  | –                  | –                  | –                  | –                  | –                  | –                      | 18                  | –                  | Armand Van Helden EP            |
| 1995                                     | "Witch Doktor" (reissue)                                                            | –                  | –                  | –                  | –                  | –                  | –                  | –                  | –                  | –                  | –                  | –                  | –                  | –                  | –                  | –                  | –                      | 3                   | –                  | Armand Van Helden EP            |
| 1996                                     | "Cha Cha"                                                                           | –                  | –                  | –                  | –                  | –                  | –                  | –                  | –                  | –                  | –                  | –                  | –                  | –                  | –                  | –                  | 15                     | 10                  | –                  | Non-album single                |
| 1996                                     | "The Funk Phenomena"                                                                | 38                 | –                  | –                  | –                  | –                  | –                  | –                  | –                  | –                  | –                  | –                  | –                  | –                  | –                  | –                  | –                      | –                   | –                  | Old School Junkies: The Album   |
| 1996                                     | "Psychic Bounty Killaz" (feat. DJ Sneak)                                            | –                  | –                  | –                  | –                  | –                  | –                  | –                  | –                  | –                  | –                  | –                  | –                  | –                  | –                  | –                  | –                      | –                   | –                  | The Funk Phenomena              |
| 1997                                     | "Ultrafunkula"                                                                      | 46                 | –                  | –                  | –                  | –                  | –                  | –                  | –                  | –                  | –                  | –                  | –                  | –                  | –                  | –                  | –                      | –                   | –                  | Enter The Meatmarket            |
| 1998                                     | "Ghetto House Groove" (Armand Van Helden & The Horse)                               | –                  | –                  | –                  | –                  | –                  | –                  | –                  | –                  | –                  | –                  | –                  | –                  | –                  | –                  | –                  | –                      | –                   | –                  | The Armand Van Helden Phenomena |
| 1999                                     | "U Don't Know Me" (feat. Duane Harden)                                              | 1                  | –                  | –                  | 14                 | 13                 | 26                 | 7                  | 16                 | –                  | 27                 | –                  | –                  | 15                 | 15                 | 11                 | –                      | 2                   | –                  | 2 Future 4 U                    |
| 1999                                     | "Flowerz" (feat. Roland Clark)                                                      | 18                 | –                  | –                  | –                  | –                  | –                  | –                  | –                  | –                  | –                  | –                  | –                  | –                  | 24                 | –                  | –                      | –                   | –                  | 2 Future 4 U                    |
| 1999                                     | "The Boogie Monster"                                                                | –                  | –                  | –                  | –                  | –                  | –                  | –                  | –                  | –                  | –                  | –                  | –                  | –                  | –                  | –                  | –                      | –                   | –                  | 2 Future 4 U                    |
| 2000                                     | "Koochy"                                                                            | 4                  | –                  | –                  | –                  | 38                 | –                  | –                  | –                  | –                  | –                  | –                  | –                  | –                  | –                  | –                  | 24                     | –                   | –                  | Killing Puritans                |
| 2000                                     | "Full Moon" (feat. Common)                                                          | –                  | –                  | –                  | –                  | –                  | –                  | –                  | –                  | –                  | –                  | –                  | –                  | –                  | –                  | –                  | –                      | –                   | –                  | Killing Puritans                |
| 2001                                     | "Why Can't You Free Some Time"                                                      | 34                 | –                  | –                  | –                  | –                  | –                  | –                  | –                  | –                  | –                  | –                  | –                  | –                  | –                  | –                  | –                      | –                   | –                  | Gandhi Khan                     |
| 2002                                     | "Funk Phenomena 2K"                                                                 | –                  | –                  | 51                 | –                  | –                  | –                  | –                  | –                  | –                  | –                  | –                  | –                  | –                  | –                  | –                  | –                      | –                   | –                  | The Funk Phenomena (re-release) |
| 2003                                     | "Everytime I Feel It" (feat. Tekitha)                                               | –                  | –                  | –                  | –                  | –                  | –                  | –                  | –                  | –                  | –                  | –                  | –                  | –                  | –                  | –                  | –                      | –                   | –                  | Non-album single                |
| 2004                                     | "Hear My Name" (feat. Spalding Rockwell)                                            | 34                 | –                  | 84                 | –                  | 44                 | –                  | –                  | –                  | –                  | –                  | –                  | –                  | 32                 | –                  | –                  | 19                     | 7                   | –                  | Nympho                          |
| 2004                                     | "My My My"                                                                          | 15                 | 36                 | –                  | 18                 | 5                  | –                  | –                  | –                  | 5                  | –                  | 9                  | –                  | 6                  | –                  | –                  | 3                      | 2                   | –                  | Nympho                          |
| 2005                                     | "Into Your Eyes"                                                                    | 48                 | –                  | –                  | 38                 | 31                 | –                  | –                  | –                  | 14                 | –                  | –                  | 20                 | 28                 | –                  | –                  | 23                     | –                   | –                  | Nympho                          |
| 2005                                     | "When the Lights Go Down"                                                           | 70                 | –                  | –                  | –                  | –                  | –                  | –                  | –                  | –                  | –                  | –                  | 10                 | –                  | –                  | –                  | –                      | –                   | –                  | Nympho                          |
| 2006                                     | "Sugar"                                                                             | –                  | –                  | –                  | –                  | –                  | –                  | –                  | –                  | –                  | –                  | –                  | 5                  | –                  | –                  | –                  | 25                     | –                   | –                  | Nympho                          |
| 2006                                     | "My My My" (feat. Tara McDonald)                                                    | 12                 | 25                 | –                  | –                  | –                  | –                  | –                  | –                  | –                  | –                  | –                  | –                  | –                  | –                  | –                  | –                      | –                   | 44                 | Nympho                          |
| 2007                                     | "Touch Your Toes" (feat. Fat Joe & BL)                                              | –                  | –                  | –                  | –                  | –                  | –                  | –                  | –                  | –                  | 38                 | –                  | 6                  | –                  | –                  | –                  | –                      | –                   | –                  | Ghettoblaster                   |
| 2007                                     | "NYC Beat"                                                                          | 22                 | –                  | –                  | –                  | –                  | –                  | –                  | –                  | –                  | –                  | –                  | –                  | 36                 | –                  | –                  | –                      | –                   | 65                 | Ghettoblaster                   |
| 2007                                     | "I Want Your Soul"                                                                  | 19                 | –                  | –                  | –                  | –                  | –                  | –                  | –                  | –                  | 13                 | –                  | 10                 | –                  | –                  | –                  | –                      | –                   | 58                 | Ghettoblaster                   |
| 2008                                     | "Je T'Aime" (feat. Nicole Roux)                                                     | –                  | –                  | –                  | –                  | –                  | –                  | –                  | –                  | –                  | –                  | –                  | –                  | –                  | –                  | –                  | –                      | –                   | –                  | Ghettoblaster                   |
| 2008                                     | "Shake That Ass" (feat. Team Facelift) / "Ski Hard" (feat. Christina Rich)          | –                  | –                  | –                  | –                  | –                  | –                  | –                  | –                  | –                  | –                  | –                  | –                  | –                  | –                  | –                  | –                      | –                   | –                  | New York: A Mix Odyssey 2       |
| Közreműködő zenészként                   |                                                                                     |                    |                    |                    |                    |                    |                    |                    |                    |                    |                    |                    |                    |                    |                    |                    |                        |                     |                    |                                 |
| 2001                                     | "You Can't Change Me" (Roger Sanchez featuring Armand Van Helden & N'Dea Davenport) | 25                 | –                  | –                  | 78                 | –                  | –                  | –                  | 86                 | –                  | –                  | –                  | –                  | 45                 | –                  | –                  | –                      | –                   | –                  | First Contact                   |
| 2009                                     | "Bonkers" (Dizzee Rascal & Armand Van Helden)                                       | 1                  | 3                  | –                  | –                  | 6                  | –                  | –                  | –                  | –                  | –                  | –                  | –                  | 13                 | 12                 | –                  | –                      | –                   | 6                  | Tongue N Cheek                  |
|                                          | #1 hits                                                                             | 2                  | 0                  | 0                  | 0                  | 0                  | 0                  | 0                  | 0                  | 0                  | 0                  | 0                  | 0                  | 0                  | 0                  | 0                  | 0                      | 0                   | 0                  |                                 |
| Top 10 hits                              | 3                                                                                   | 1                  | 0                  | 0                  | 1                  | 0                  | 1                  | 0                  | 0                  | 0                  | 1                  | 4                  | 1                  | 0                  | 0                  | 1                  | 5                      | 1                   |                    |                                 |
| Top 40 hits                              | 12                                                                                  | 3                  | 0                  | 3                  | 5                  | 1                  | 1                  | 1                  | 2                  | 3                  | 1                  | 5                  | 6                  | 3                  | 1                  | 6                  | 6                      | 1                   |                    |                                 |
| Top 100 hits                             | 15                                                                                  | 3                  | 2                  | 4                  | 6                  | 1                  | 1                  | 2                  | 2                  | 3                  | 1                  | 5                  | 7                  | 3                  | 1                  | 6                  | 6                      | 4                   |                    |                                 |
| "—" denotes releases that did not chart. |                                                                                     |                    |                    |                    |                    |                    |                    |                    |                    |                    |                    |                    |                    |                    |                    |                    |                        |                     |                    |                                 |

### Remixek
- 1994 "Living in Danger" (Ace of Base)
- 1994 "Raise Your Hands" (Real 2 Real)
- 1994 "The Bomb" (The Bucketheads)
- 1995 "Bizarre Love Triangle" (New Order)
- 1995 "Conway" (Real 2 Real)
- 1995 "Cotton Eye Joe" (Rednex)
- 1995 "Atomic" (Blondie)
- 1995 "Another Night" (Real McCoy)
- 1995 "Every Shade of Blue" (Bananarama)
- 1995 "Run Away" (Real McCoy)
- 1996 "Da Funk" (Daft Punk)
- 1996 Professional Widow (Tori Amos)
- 1996 "Jump for Joy" (2 Unlimited)
- 1997 "Anybody Seen My Baby?" (The Rolling Stones)
- 1997 "Got 'til It's Gone" (Janet Jackson)
- 1997 "Insomnia" (Faithless)
- 1997 "It's Alright, I Feel It" (Nuyorican Soul)
- 1997 "Stay" (Sash!)
- 1998 "Been Around the World" (Puff Daddy & the Family)
- 1998 "It's All About the Benjamins" (Puff Daddy & the Family)
- 2003 "My Love Is for Real" (Victoria Beckham)
- 2003 "Crazy Talk" (Space Cowboy)
- 2003 "The Current" (Blue Man Group)
- 2004 "Força" (Nelly Furtado)
- 2004 "Funky Rhythm" (DJ Sneak)
- 2004 "My Prerogative" (Britney Spears)
- 2004 "Not in Love" (Enrique Iglesias)
- 2004 "Plug It In" (Basement Jaxx)
- 2004 "Toxic" (Britney Spears)
- 2004 "Hole in the Head" (Sugababes)
- 2004 "Watching Cars Go By" (Felix da Housecat)
- 2004 "What You Waiting For?" (Gwen Stefani)
- 2006 "Bounce" (Tarkan)
- 2006 "New York, New York" (Moby)
- 2006 "SexyBack" (Justin Timberlake)
- 2007 "Feelin' Me" (Therese)
- 2007 "Hustler" (Simian Mobile Disco)
- 2007 "Something 4 Porno" (Felix Da Housecat)
- 2008 "Inspire" (Hamaszaki Ajumi)
- 2008 "Still Alive" (Lisa Miskovsky)
- 2009 "Signs" (Bloc Party)